# Travis Kpegouni
Travis Osafo Kpegouni (* 27. Mai 2006) ist ein deutsch-ghanaischer Fußballspieler.

## Verein
Nach diversen Jugendstationen kehrte Kpegouni im Sommer 2018 zu Alemannia Aachen zurück, wo er bereits von 2016 bis 2017 spielte. Seinen ersten Einsatz für die 1. Mannschaft der Alemannia absolvierte er bereits am 30. Oktober 2024 in der 1. Runde des Mittelrheinpokals beim 1:0 Erfolg über den Horremer SV. 
Sein Debüt in der 3. Liga gab er am 17. Mai 2025 (38. Spieltag) bei der 1:2-Niederlage gegen den SV Wehen Wiesbaden. Kpegouni kam in der 88. Spielminute für Saša Strujić aufs Feld.